# ザラ語
ザラ語（英: Dzala language）は、シナ・チベット語族チベット・ビルマ語派に属する言語である。ザラカ、ザラマ、ヤンツェビカとも呼ばれる。ブータン東部のルンツェ県、タシ・ヤンツェ県で話されている。

ブータンの言語分布